# Lemkea sphaerospora
Lemkea sphaerospora är en svampart som beskrevs av Morgan-Jones & R.C. Sinclair 1983. Lemkea sphaerospora ingår i släktet Lemkea, divisionen sporsäcksvampar och riket svampar.   Inga underarter finns listade i Catalogue of Life.